# Radko Sáblík
Radko Sáblík, née le 1er mars 1962 à Prague est un professeur et écrivain tchèque, et depuis 2002 un directeur du lycée industriel de Smíchov (Smíchovská střední průmyslová škola). Il est un membre du groupe d’experts qui s’appelle Strategie 2030+. En Octobre 2018, il a été élu adjoint au maire de Mníšek pod Brdy comme un représentant de Parti démocratique civique.

## Biographie
Il est élève au lycée Botičská. Après, il fait ses études supérieures à Faculté de génie civil d’Université technique de Prague. Plus tard, il obtient le certificat baccalauréat à l’Institut de Masaryk de pédagogie des matières professionnelles. À faculté pédagogique de l’Université Charles de Prague, il suit un programme quatre-semestriel pour des directeurs des lycées,.
Il est président de l’unité d’éducation physique TJ Sokol Motol pour vingt ans, président de l’Unité du basket-ball de Prague et directeur de Centre sportif pour les jeunes à Sokol Motol (et après à Sparta Prague) pour seize ans. Il arbitre premier ligue du basket-ball. Il aussi est entraîneur d’équipes d’adolescents à Sokol Motol et Sparta et d’équipes de la première ligue à Sokol Motol, Sokol de Prague et Lokomotiva Plzeň,.
Autrefois, il publie une revue mensuelle Pražský basketbalový zpravodaj (Le bulletin du basket de Prague). Actuellement, il est un patron de la création du magazine scolaire Presloviny et des actualités scolaires en ligne.
Depuis années quatre-vingt, il est professeur au lycée industriel de Smíchov (Smíchovská střední průmyslová škola), il est son directeur depuis 2002. Cette école est enrôlée entre huit lycées les plus intéressants en République tchèque, composé par la revue Forbes, et elle fait partie des écoles avec le plus grand montant des applications soumises.
En 2018, il prend le premier poste de Parti démocratique civique dans une campagne électorale à la ville Mníšek pod Brdy. À la suite des élections, il devient maire-adjoint de la ville.
En Janvier 2019, le ministre de l’éducation Robert Plaga forme un groupe d’experts de huit membres, mené par un académique qualifié, prof. Arnošt Veselý. Le but de ces experts est la préparation du document fondamental Directions principales de politique éducative de la République tchèque 2030+. Ce document doit définir une vision, des priorités et des objectifs concernant politiques d’éducation dans une période extensif (encore après l’année 2030). Radko Sáblík devient un garant du cercle de travail SC1, qui forme une partie du groupe d’experts Strategie 2030+.

## L’œuvre
En 2018, il publie un ouvrage Učit jde i jinak aneb školství je jak stařenka o holi (L’enseignement différent est même possible, ou, l'éducation est comme une vieille dame avec un bâton), qui résume ses visions, avis et réflexions sur l’éducation.